# Людовик II Савойский (сеньор де Во)
Людовик II Савойский (фр. Louis II de Savoie, фр. Louis II de Vaud; около 1290 — февраль 1349) — барон де Во с 1302.

## Биография
Сын Людовика I Савойского, сеньора де Во, и Жанны де Монфор.
С 1 августа 1310 по июль 1312 г. сенатор Рима. Участвовал в коронации императора Генриха VII в 1312 году.
В 1314 году отказался от всех притязаний на графство Савойя в обмен на годовую пенсию в 300 ливров и земельные пожалования.
С 1313 по 1323 год участвовал в войнах своего дяди графа Амедея V Савойского с дофином Вьенским, в результате которых была завоёвана провинция Бюже.
Генерал-лейтенант (губернатор) Канавезе (1322). Член Верховного Совета Савойи (1330).
Участвовал в Столетней войне на стороне короля Франции.
С 1343 года — регент при малолетнем Амедее VI Савойском (вместе с графом Амадеем Женевским и Родольфом де Блоне).
Был женат на Изабелле де Шалон-Арле, дочери Жана I де Шалон-Арле.
Их единственный сын Жан погиб в битве при Лопене в 1339 году. После этого Луи II с разрешения графа Савойи Эймона завещал свои владения дочери Екатерине (ум. 1388).
Людовик II умер в феврале 1349 года. Его дочь Катерина согласно договору от 19 июня 1359 г. продала баронию Во Амедею VI Савойскому за 160 тысяч флоринов.